# Alanie
Cet article concerne le royaume médiéval des Alains. Pour la république fédérée russe contemporaine, voir Ossétie-du-Nord-Alanie.
L'Alanie était un royaume médiéval peuplé par les Alains, situé dans le nord du Caucase, à peu près à l'endroit actuel de la Circassie et de l'Ingouchie, qui a duré du VIIIe siècle jusqu'à sa destruction par les Mongols en 1238-1239. Sa capitale était Magas, et ce royaume contrôlait une route de commerce importante à travers la passe de Darial.

## Histoire
L’Alanie fut un État tampon pendant les guerres arabo-byzantines et les guerres arabo-khazares. Théophane le Confesseur raconte notamment comment, au début du VIIIe siècle, Léon III l'Isaurien y fit un séjour afin de s'assurer l'alliance du roi des Alains.
Le résultat de l'alliance des Alains avec les Khazars fut leur soumission à ces derniers. Les Alains soutinrent ainsi leurs alliés Khazars pendant une guerre avec les byzantins au IXe siècle. Les Alains passèrent progressivement sous l'influence des Byzantins au cours du Xe siècle, et leur chef se convertit au christianisme. 
Après la chute des Khazars à la fin du Xe siècle, les Alains s'allièrent avec les Byzantins et les Géorgiens, pour se protéger de certains peuples des steppes du nord comme les Petchénègues ou les Coumans.  
L'alliance entre les Géorgiens et les Alains culmina en 1187 avec le mariage du prince alain David Soslan et de la reine Tamar de Géorgie. 
L'Alanie, la Géorgie et la principauté de Vladimir-Souzdal furent envahis par les Mongols à la fin des années 1230. Les guerres de Tamerlan au cours du XIVe siècle infligèrent un coup mortel à l'Alanie et décimèrent sa population.

## L'Alanie aujourd'hui
Pendant les dernières années de l'Union soviétique, alors que les peuples du Caucase commencent à revendiquer une autonomie réelle voire l'indépendance, des intellectuels en Ossétie du nord appelèrent à la réutilisation du nom d'« Alanie ». Le terme devint ainsi bientôt populaire dans la vie quotidienne ossète, au travers de noms d'entreprise, d'une chaîne de télévision, d'organisations politiques, de clubs de football… En novembre 1994, le terme « Alanie » fut officiellement ajouté au nom de la république d’Ossétie-du-Nord qui devient l’« Ossétie-du-Nord-Alanie ». En avril 2017, l'Ossétie du Sud organise un référendum qui aboutit à modifier le nom du pays en « Ossétie du Sud-Alanie ».